# علی مرقباوی
علی مرقباوی (عربی: علي ناصر مرقباوي؛ زادهٔ ۱۹ دسامبر ۲۰۰۰) بازیکن فوتبال اهل لبنان است.
وی همچنین در تیم‌های ملی فوتبال زیر ۲۳ سال لبنان و لبنان بازی کرده‌است.